# Станчов, Иван
Иван Иванов Станчов (болг. Иван Иванов Станчов; 1 апреля 1929, София, Третье Болгарское царство — 24 ноября 2021, Шотландия) — болгарский дипломат, исполняющий обязанности министра иностранных дел Болгарии в 1994—1995 годах.

## Биография
Иван Станчов родился в 1929 году в Софии в семье Ивана Станчова (1897—1972) и Кэролайн Марион Митчелл. Он является внуком Димитра Станчова (1863—1940), дипломата и политика. В 1943 году семья эмигрировала в США, а с 1971 года Станчов жил в Великобритании. С 1991 по 1994 год он был послом Болгарии в Лондоне, а в 1994—1995 годах исполнял обязанности министра иностранных дел в правительстве Ренеты Инджовой. Член Балканского политического клуба.
Скончался 24 ноября 2021 года.